# Songs in A Minor
Songs in A Minor là album phòng thu đầu tay của ca sĩ kiêm sáng tác nhạc người Mỹ Alicia Keys, phát hành ngày 12 tháng 6 năm 2001 bởi J Records. Keys bắt đầu sáng tác cho album vào năm 1995 khi cô 14 tuổi và thu âm tác phẩm vào năm 1998 cho Columbia Records, nhưng sau khi bị từ chối, cô ký hợp đồng thu âm với Arista Records và về sau là J Records của Clive Davis. Là một nghệ sĩ dương cầm cổ điển được đào tạo bài bản, nữ ca sĩ đã tự sáng tác, lập trình và sản xuất phần lớn đĩa nhạc. Ngoài ra, cô cũng hợp tác với nhiều nhà sản xuất khác nhau, như Arden Altino, Miri Ben-Ari, Kerry "Krucial" Brothers, Jimmy Cozier, Jermaine Dupri, Kandi và Brian McKnight. Songs in A Minor là một bản thu âm neo soul kết hợp với âm hưởng R&B, soul, jazz, hip hop, blues, cổ điển và phúc âm, với nội dung ca từ khám phá sự phức tạp và những giai đoạn khác nhau trong tình yêu. Khác với tiêu đề album, chỉ có một bài hát "Jane Doe" thực sự được viết ở cung La thứ.
Sau khi phát hành, Songs in A Minor đa phần nhận được những phản ứng tích cực từ các nhà phê bình âm nhạc, trong đó họ đánh giá cao chất giọng của Keys và gọi đây là tác phẩm giao thoa hoàn hảo giữa âm nhạc hồi tưởng và đương đại. Ngoài ra, đĩa nhạc cũng giúp cô nhận được sáu đề cử giải Grammy tại lễ trao giải thường niên lần thứ 44 và chiến thắng năm giải, bao gồm Nghệ sĩ mới xuất sắc nhất và Album R&B xuất sắc nhất. Songs in A Minor cũng gặt hái những thành công lớn về mặt thương mại, đứng đầu bảng xếp hạng tại Hà Lan và lọt vào top 10 ở hầu hết những quốc gia khác, bao gồm vươn đến top 5 ở những thị trường lớn như Úc, Canada, Đức, Ý, New Zealand và Thụy Sĩ.  Đĩa nhạc ra mắt ở vị trí số một trên bảng xếp hạng Billboard 200 tại Hoa Kỳ với 236,000 bản, trở thành album quán quân đầu tiên của Keys và trải qua ba tuần không liên tiếp đứng đầu. Tính đến nay, album đã bán được hơn 12 triệu bản trên toàn cầu, trở thành một trong những album của nghệ sĩ nữ bán chạy nhất lịch sử.
Bốn đĩa đơn đã được phát hành từ Songs in A Minor. "Fallin'" được chọn làm đĩa đơn mở đường và lọt vào top 10 ở gần 20 quốc gia, đồng thời đứng đầu bảng xếp hạng Billboard Hot 100 và chiến thắng ba giải Grammy, bao gồm Bài hát của năm. Đĩa đơn thứ hai "A Woman's Worth" vươn đến top 10 tại Hoa Kỳ, trong khi hai đĩa đơn cuối cùng "How Come You Don't Call Me" và "Girlfriend" cũng gặt hái những thành công tương đối trên toàn cầu. Để quảng bá album, nữ ca sĩ trình diễn trên nhiều chương trình truyền hình và lễ trao giải lớn, như Saturday Night Live, The Oprah Winfrey Show, Wetten, dass..?, Top of the Pops, giải Video âm nhạc của MTV năm 2001 và giải Grammy lần thứ 44, cũng như thực hiện chuyến lưu diễn Songs in A Minor Tour với 58 đêm diễn khắp Bắc Mỹ và Vương quốc Anh. Năm 2022, Songs in A Minor được Thư viện Quốc hội chọn để lưu giữ trong Sổ đăng ký Ghi âm Quốc gia. Album cũng lần lượt được tái bản lại nhân kỷ niệm 10 năm và 20 năm phát hành.

## Danh sách bài hát
| Songs in A Minor – Phiên bản tiêu chuẩn | Songs in A Minor – Phiên bản tiêu chuẩn | Songs in A Minor – Phiên bản tiêu chuẩn | Songs in A Minor – Phiên bản tiêu chuẩn | Songs in A Minor – Phiên bản tiêu chuẩn |
| STT                                     | Nhan đề                                 | Sáng tác                                | Sản xuất                                | Thời lượng                              |
| --------------------------------------- | --------------------------------------- | --------------------------------------- | --------------------------------------- | --------------------------------------- |
| 1.                                      | "Piano & I"                             | Alicia Keys                             | Keys Kerry "Krucial" Brothers           | 1:51                                    |
| 2.                                      | "Girlfriend"                            | Keys Jermaine Dupri Joshua Thompson     | Keys Dupri                              | 3:34                                    |
| 3.                                      | "How Come You Don't Call Me"            | Prince                                  | Keys Brothers                           | 3:57                                    |
| 4.                                      | "Fallin'"                               | Keys                                    | Keys                                    | 3:30                                    |
| 5.                                      | "Troubles"                              | Keys Kerry Brothers Jr.                 | Keys Brothers [a]                       | 4:28                                    |
| 6.                                      | "Rock wit U"                            | Keys Taneisha Smith Brothers            | Keys Brothers                           | 5:36                                    |
| 7.                                      | "A Woman's Worth"                       | Keys Erika Rose                         | Keys                                    | 5:03                                    |
| 8.                                      | "Jane Doe"                              | Keys Kandi Burruss                      | Keys Kandi                              | 3:48                                    |
| 9.                                      | "Goodbye"                               | Keys                                    | Brian McKnight                          | 4:20                                    |
| 10.                                     | "The Life"                              | Keys Smith Brothers                     | Keys Brothers [a]                       | 5:25                                    |
| 11.                                     | "Mr. Man" (song ca với Jimmy Cozier)    | Keys Cozier                             | Keys Cozier Arden Altino Miri Ben-Ari   | 4:09                                    |
| 12.                                     | "Never Felt This Way" (interlude)       | McKnight Brandon Barnes                 | Keys                                    | 2:00                                    |
| 13.                                     | "Butterflyz"                            | Keys                                    | Keys                                    | 4:08                                    |
| 14.                                     | "Why Do I Feel So Sad"                  | Keys Warryn Campbell                    | Keys Brothers                           | 4:25                                    |
| 15.                                     | "Caged Bird"                            | Keys                                    | Keys                                    | 3:02                                    |
| 16.                                     | "Lovin U" (bản nhạc ẩn)                 | Keys                                    | Keys                                    | 3:48                                    |
| Tổng thời lượng:                        | Tổng thời lượng:                        | Tổng thời lượng:                        | Tổng thời lượng:                        | 63:04                                   |

| Songs in A Minor – Phiên bản tại Nhật Bản (bản nhạc bổ sung) | Songs in A Minor – Phiên bản tại Nhật Bản (bản nhạc bổ sung) | Songs in A Minor – Phiên bản tại Nhật Bản (bản nhạc bổ sung)        | Songs in A Minor – Phiên bản tại Nhật Bản (bản nhạc bổ sung) | Songs in A Minor – Phiên bản tại Nhật Bản (bản nhạc bổ sung) |
| STT                                                          | Nhan đề                                                      | Sáng tác                                                            | Sản xuất                                                     | Thời lượng                                                   |
| ------------------------------------------------------------ | ------------------------------------------------------------ | ------------------------------------------------------------------- | ------------------------------------------------------------ | ------------------------------------------------------------ |
| 17.                                                          | "Rear View Mirror"                                           | Keys LaShawn Daniels Brothers Fred Jerkins III Rodney Jerkins Green | Keys Brothers                                                | 4:06                                                         |
| Tổng thời lượng:                                             | Tổng thời lượng:                                             | Tổng thời lượng:                                                    | Tổng thời lượng:                                             | 67:07                                                        |

| Songs in A Minor – Phiên bản tái phát hành tại Nhật Bản (bản nhạc bổ sung) | Songs in A Minor – Phiên bản tái phát hành tại Nhật Bản (bản nhạc bổ sung) | Songs in A Minor – Phiên bản tái phát hành tại Nhật Bản (bản nhạc bổ sung) | Songs in A Minor – Phiên bản tái phát hành tại Nhật Bản (bản nhạc bổ sung) | Songs in A Minor – Phiên bản tái phát hành tại Nhật Bản (bản nhạc bổ sung) |
| STT                                                                        | Nhan đề                                                                    | Sáng tác                                                                   | Sản xuất                                                                   | Thời lượng                                                                 |
| -------------------------------------------------------------------------- | -------------------------------------------------------------------------- | -------------------------------------------------------------------------- | -------------------------------------------------------------------------- | -------------------------------------------------------------------------- |
| 18.                                                                        | "Fallin'" (extended remix) (hợp tác với Busta Rhymes và Rampage)           | Keys                                                                       | Keys [b] Brothers [b]                                                      | 4:18                                                                       |
| 19.                                                                        | "A Woman's Worth" (remix radio edit)                                       | Keys Rose                                                                  | Keys [c] Brothers [d]                                                      | 4:24                                                                       |
| Tổng thời lượng:                                                           | Tổng thời lượng:                                                           | Tổng thời lượng:                                                           | Tổng thời lượng:                                                           | 75:49                                                                      |

| Songs in A Minor – Phiên bản đặc biệt tại Vương quốc Anh (bản nhạc bổ sung) | Songs in A Minor – Phiên bản đặc biệt tại Vương quốc Anh (bản nhạc bổ sung) | Songs in A Minor – Phiên bản đặc biệt tại Vương quốc Anh (bản nhạc bổ sung) | Songs in A Minor – Phiên bản đặc biệt tại Vương quốc Anh (bản nhạc bổ sung) | Songs in A Minor – Phiên bản đặc biệt tại Vương quốc Anh (bản nhạc bổ sung) |
| STT                                                                         | Nhan đề                                                                     | Sáng tác                                                                    | Sản xuất                                                                    | Thời lượng                                                                  |
| --------------------------------------------------------------------------- | --------------------------------------------------------------------------- | --------------------------------------------------------------------------- | --------------------------------------------------------------------------- | --------------------------------------------------------------------------- |
| 16.                                                                         | "Fallin'" (extended remix) (hợp tác với Busta Rhymes và Rampage)            | Keys                                                                        | Keys [b] Brothers [b]                                                       | 4:15                                                                        |
| 17.                                                                         | "A Woman's Worth" (remix) / "Lovin U" (bản nhạc ẩn)                         | "A Woman's Worth" (remix):                                                  | "A Woman's Worth" (remix):                                                  | 10:38                                                                       |
| Tổng thời lượng:                                                            | Tổng thời lượng:                                                            | Tổng thời lượng:                                                            | Tổng thời lượng:                                                            | 74:06                                                                       |

| Songs in A Minor – Phiên bản DVD-Audio (video bổ sung) | Songs in A Minor – Phiên bản DVD-Audio (video bổ sung) | Songs in A Minor – Phiên bản DVD-Audio (video bổ sung) | Songs in A Minor – Phiên bản DVD-Audio (video bổ sung) |
| STT                                                    | Nhan đề                                                | Đạo diễn                                               | Thời lượng                                             |
| ------------------------------------------------------ | ------------------------------------------------------ | ------------------------------------------------------ | ------------------------------------------------------ |
| 17.                                                    | "Fallin'" (video ca nhạc)                              | Chris Robinson                                         | 3:27                                                   |
| 18.                                                    | "A Woman's Worth" (video ca nhạc)                      | Robinson                                               | 4:39                                                   |
| 19.                                                    | "Girlfriend" (video ca nhạc)                           | Patrick Hoelck                                         | 4:00                                                   |
| Tổng thời lượng:                                       | Tổng thời lượng:                                       | Tổng thời lượng:                                       | 75:07                                                  |

| Songs in A Minor – Phiên bản nhạc số kỷ niệm 20 năm (bản nhạc bổ sung) | Songs in A Minor – Phiên bản nhạc số kỷ niệm 20 năm (bản nhạc bổ sung) | Songs in A Minor – Phiên bản nhạc số kỷ niệm 20 năm (bản nhạc bổ sung) | Songs in A Minor – Phiên bản nhạc số kỷ niệm 20 năm (bản nhạc bổ sung) | Songs in A Minor – Phiên bản nhạc số kỷ niệm 20 năm (bản nhạc bổ sung) |
| STT                                                                    | Nhan đề                                                                | Sáng tác                                                               | Sản xuất                                                               | Thời lượng                                                             |
| ---------------------------------------------------------------------- | ---------------------------------------------------------------------- | ---------------------------------------------------------------------- | ---------------------------------------------------------------------- | ---------------------------------------------------------------------- |
| 17.                                                                    | "Fallin'" (bản Ali)                                                    | Keys                                                                   | Keys                                                                   | 4:26                                                                   |
| 18.                                                                    | "I Won't (Crazy World)"                                                | Keys Brothers                                                          | Keys Brothers                                                          | 3:44                                                                   |
| 19.                                                                    | "Foolish Heart"                                                        | Allen Cato                                                             | Cato                                                                   | 4:39                                                                   |
| 20.                                                                    | "Crazy (Mi Corazon)"                                                   | Keys Brothers Paul L. Green Taneisha Smith                             | Brothers                                                               | 3:53                                                                   |
| Tổng thời lượng:                                                       | Tổng thời lượng:                                                       | Tổng thời lượng:                                                       | Tổng thời lượng:                                                       | 79:43                                                                  |

| Songs in A Minor – Phiên bản đĩa than kỷ niệm 20 năm (bản nhạc bổ sung) | Songs in A Minor – Phiên bản đĩa than kỷ niệm 20 năm (bản nhạc bổ sung) | Songs in A Minor – Phiên bản đĩa than kỷ niệm 20 năm (bản nhạc bổ sung) | Songs in A Minor – Phiên bản đĩa than kỷ niệm 20 năm (bản nhạc bổ sung) | Songs in A Minor – Phiên bản đĩa than kỷ niệm 20 năm (bản nhạc bổ sung) |
| STT                                                                     | Nhan đề                                                                 | Sáng tác                                                                | Sản xuất                                                                | Thời lượng                                                              |
| ----------------------------------------------------------------------- | ----------------------------------------------------------------------- | ----------------------------------------------------------------------- | ----------------------------------------------------------------------- | ----------------------------------------------------------------------- |
| 17.                                                                     | "Foolish Heart"                                                         | Cato                                                                    | Cato                                                                    | 4:39                                                                    |
| 18.                                                                     | "Crazy (Mi Corazon)"                                                    | Keys Brothers Green Smith                                               | Brothers                                                                | 3:53                                                                    |
| Tổng thời lượng:                                                        | Tổng thời lượng:                                                        | Tổng thời lượng:                                                        | Tổng thời lượng:                                                        | 71:33                                                                   |

| Songs in A Minor: Remixed & Unplugged – Phiên bản tại Châu Âu (đĩa kèm theo) Remixed & Unplugged in A Minor – Phiên bản tại Brazil và Nhật Bản | Songs in A Minor: Remixed & Unplugged – Phiên bản tại Châu Âu (đĩa kèm theo) Remixed & Unplugged in A Minor – Phiên bản tại Brazil và Nhật Bản | Songs in A Minor: Remixed & Unplugged – Phiên bản tại Châu Âu (đĩa kèm theo) Remixed & Unplugged in A Minor – Phiên bản tại Brazil và Nhật Bản | Songs in A Minor: Remixed & Unplugged – Phiên bản tại Châu Âu (đĩa kèm theo) Remixed & Unplugged in A Minor – Phiên bản tại Brazil và Nhật Bản | Songs in A Minor: Remixed & Unplugged – Phiên bản tại Châu Âu (đĩa kèm theo) Remixed & Unplugged in A Minor – Phiên bản tại Brazil và Nhật Bản |
| STT | Nhan đề | Sáng tác | Sản xuất | Thời lượng |
| --- | --- | --- | --- | --- |
| 1. | "Girlfriend" (KrucialKeys Sista Girl Mix) | Keys Dupri Thompson | Keys [c] Brothers [c] | 3:27 |
| 2. | "Gangsta Lovin'" (Eve hợp tác với Alicia Keys)                                                                                                 | Alisa Yarbrough Jonah Ellis Lonnie Simmons | Irv Gotti 7 | 3:59 |
| 3. | "Fallin'" (Remix) (hợp tác với Busta Rhymes và Rampage)                                                                                        | Keys | Brothers[b] | 3:56 |
| 4. | "A Woman's Worth" (Remix) | Keys Rose | Keys [c] Brothers [c] | 3:20 |
| 5. | "Butterflyz" (Roger's Release Mix) | Keys | Keys Roger Sanchez [c] | 3:54 |
| 6. | "Troubles" (Jay-J & Chris Lum Bootleg Mix) | Keys Brothers | Keys Brothers [a] Jay-J [e] Chris Lum [e] | 4:24 |
| 7. | "How Come You Don't Call Me" (Neptunes Remix hợp tác với Justin Timberlake)                                                                    | Prince | Keys The Neptunes [e] | 4:23 |
| 8. | "Fallin'" (bản Ali) | Keys | Keys | 4:30 |
| 9. | "Moonlight Sonata" / "L'Interludio, Ambivalente" / "Ain't Misbehavin'" (trực tiếp)                                                             | Beethoven Ray Chew Harry Brooks Andy Razaf Thomas Waller                                                                                       | | 2:22 |
| 10. | "Goodbye" (trực tiếp) | Keys | | 2:49 |
| 11. | "Never Felt This Way" (interlude) (trực tiếp)                                                                                                  | McKnight Brandon Barnes | | 1:45 |
| 12. | "Butterflyz" (trực tiếp) | Keys | | 0:52 |
| 13. | "Caged Bird" (trực tiếp) | Keys | | 2:03 |
| 14. | "I Got a Little Something for You" (trực tiếp)                                                                                                 | Keys | | 1:45 |
| 15. | "Someday We'll All Be Free" (trực tiếp) | Donny Hathaway Edward Howard | | 6:24 |
| Tổng thời lượng: | Tổng thời lượng: | Tổng thời lượng: | Tổng thời lượng: | 49:49 |

| Songs in A Minor – Phiên bản cao cấp kỷ niệm 10 năm (đĩa kèm theo) | Songs in A Minor – Phiên bản cao cấp kỷ niệm 10 năm (đĩa kèm theo) | Songs in A Minor – Phiên bản cao cấp kỷ niệm 10 năm (đĩa kèm theo) | Songs in A Minor – Phiên bản cao cấp kỷ niệm 10 năm (đĩa kèm theo) |
| STT                                                                | Nhan đề                                                            | Sáng tác                                                           | Thời lượng                                                         |
| ------------------------------------------------------------------ | ------------------------------------------------------------------ | ------------------------------------------------------------------ | ------------------------------------------------------------------ |
| 1.                                                                 | "A Woman's Worth" (remix) (hợp tác với Nas)                        | Keys Rose                                                          | 4:28                                                               |
| 2.                                                                 | "Juiciest" (bản mixtape)                                           | Keys James Mtume Brothers                                          | 3:03                                                               |
| 3.                                                                 | "If I Was Your Woman" (bản thu nháp gốc funky)                     | Clay McMurray Gloria Jones Pam Sawyer                              | 2:59                                                               |
| 4.                                                                 | "Fallin'" (bản Ali)                                                | Keys                                                               | 4:26                                                               |
| 5.                                                                 | "Typewriter"                                                       | Keys Brothers                                                      | 3:10                                                               |
| 6.                                                                 | "Butterflyz" (The Drumline Mix)                                    | Keys                                                               | 3:49                                                               |
| Tổng thời lượng:                                                   | Tổng thời lượng:                                                   | Tổng thời lượng:                                                   | 21:55                                                              |

| Songs in A Minor – Phiên bản sưu tập kỷ niệm 10 năm (đĩa kèm theo) | Songs in A Minor – Phiên bản sưu tập kỷ niệm 10 năm (đĩa kèm theo)                                                                             | Songs in A Minor – Phiên bản sưu tập kỷ niệm 10 năm (đĩa kèm theo) | Songs in A Minor – Phiên bản sưu tập kỷ niệm 10 năm (đĩa kèm theo) |
| STT                                                                | Nhan đề | Sáng tác                                                           | Thời lượng                                                         |
| ------------------------------------------------------------------ | --- | ------------------------------------------------------------------ | ------------------------------------------------------------------ |
| 1.                                                                 | "A Woman's Worth" (remix) (hợp tác với Nas) | Keys Rose                                                          | 4:28                                                               |
| 2.                                                                 | "Juiciest" (bản mixtape) | Keys Mtume Brothers                                                | 3:03                                                               |
| 3.                                                                 | "If I Was Your Woman" (bản thu nháp gốc funky)                                                                                                 | McMurray Jones Swayer                                              | 2:59                                                               |
| 4.                                                                 | "Ghetto Man" (hợp tác với muMs da Schemer) | Bernard Doss Brothers Keys                                         | 4:17                                                               |
| 5.                                                                 | "Fallin'" (bản Ali) | Keys                                                               | 4:26                                                               |
| 6.                                                                 | "Typewriter" | Keys Brothers                                                      | 3:10                                                               |
| 7.                                                                 | "Butterflyz" (The Drumline Mix) | Keys                                                               | 3:49                                                               |
| 8.                                                                 | "I Won't (Crazy World)" | Keys Brothers                                                      | 3:44                                                               |
| 9.                                                                 | "Girlfriend" (KrucialKeys Sista Girl Mix – The UK Video Remix Edit)                                                                            | Keys Dupri Thompson                                                | 3:52                                                               |
| 10.                                                                | "I Got a Little Something" (trực tiếp tại KeyArena, Seattle, Washington, ngày 10 tháng 8 năm 2002)                                             | Keys                                                               | 1:42                                                               |
| 11.                                                                | "Moonlight Sonata" / "L'Interludio, Ambivalente" / "Ain't Misbehavin'" (trực tiếp tại KeyArena, Seattle, Washington, ngày 10 tháng 8 năm 2002) | Beethoven Chew Brooks Razaf Waller                                 | 2:07                                                               |
| 12.                                                                | "Light My Fire" (trực tiếp tại KeyArena, Seattle, Washington, ngày 10 tháng 8 năm 2002)                                                        | Jim Morrison John Densmore Ray Manzarek Robbie Krieger             | 3:27                                                               |
| Tổng thời lượng:                                                   | Tổng thời lượng: | Tổng thời lượng:                                                   | 41:04                                                              |

| Songs in A Minor – Phiên bản sưu tập kỷ niệm 10 năm (DVD kèm theo) | Songs in A Minor – Phiên bản sưu tập kỷ niệm 10 năm (DVD kèm theo) | Songs in A Minor – Phiên bản sưu tập kỷ niệm 10 năm (DVD kèm theo) |
| STT                                                                | Nhan đề                                                            | Thời lượng                                                         |
| ------------------------------------------------------------------ | ------------------------------------------------------------------ | ------------------------------------------------------------------ |
| 1.                                                                 | "Phim tài liệu Songs in A Minor"                                   |                                                                    |
| 2.                                                                 | "A Harlem Love Story" ("Fallin'" / "A Woman's Worth")              |                                                                    |
| 3.                                                                 | "Girlfriend"                                                       |                                                                    |
| 4.                                                                 | "How Come You Don't Call Me"                                       |                                                                    |

Ghi chú
- ^[a]  nghĩa là sản xuất bổ sung
- ^[b]  nghĩa là sản xuất chính và phối lại
- ^[c]  nghĩa là người phối lại
- ^[d]  nghĩa là đồng sản xuất
- ^[e]  nghĩa là sản xuất bổ sung và phối lại

Ghi chú nhạc mẫu
- "Girlfriend" sử dụng một phần từ "Brooklyn Zoo" của Ol' Dirty Bastard.

## Xếp hạng
| Bảng xếp hạng (2001–2002)                | Vị trí cao nhất |
| ---------------------------------------- | --------------- |
| Album Úc (ARIA)                          | 3               |
| Album Úc Urban (ARIA)                    | 1               |
| Album Áo (Ö3 Austria)                    | 4               |
| Album Bỉ (Ultratop Vlaanderen)           | 8               |
| Album Bỉ (Ultratop Wallonie)             | 10              |
| Album Canada (Billboard)                 | 2               |
| Album Canada R&B (Nielsen SoundScan)     | 1               |
| Album Đan Mạch (Hitlisten)               | 4               |
| Album Hà Lan (Album Top 100)             | 1               |
| Album Châu Âu (Music & Media)            | 5               |
| Album Phần Lan (Suomen virallinen lista) | 8               |
| Album Pháp (SNEP)                        | 12              |
| Album Đức (Offizielle Top 100)           | 2               |
| Album Hy Lạp Quốc tế (IFPI)              | 5               |
| Album Hungaria (MAHASZ)                  | 18              |
| Album Ireland (IRMA)                     | 5               |
| Album Ý (FIMI)                           | 4               |
| Album Nhật Bản (Oricon)                  | 44              |
| Album New Zealand (RMNZ)                 | 4               |
| Album Na Uy (VG-lista)                   | 12              |
| Album Ba Lan (ZPAV)                      | 9               |
| Album Scotland (OCC)                     | 9               |
| Album Tây Ban Nha (AFYVE)                | 19              |
| Album Thụy Điển (Sverigetopplistan)      | 10              |
| Album Thụy Sĩ (Schweizer Hitparade)      | 3               |
| Album Anh Quốc (OCC)                     | 6               |
| Album Anh Quốc R&B (OCC)                 | 1               |
| Album Hoa Kỳ Billboard 200               | 1               |
| Album Hoa Kỳ Top R&B/Hip-Hop (Billboard) | 1               |

| Bảng xếp hạng (2001)                      | Vị trí |
| ----------------------------------------- | ------ |
| Album Áo (Ö3 Austria)                     | 35     |
| Album Bỉ (Ultratop Flanders)              | 98     |
| Album Canada (Nielsen SoundScan)          | 7      |
| Album Canada R&B (Nielsen SoundScan)      | 3      |
| Album Hà Lan (Album Top 100)              | 18     |
| Album Châu Âu (Music & Media)             | 28     |
| Album Pháp (SNEP)                         | 98     |
| Album Đức (Offizielle Top 100)            | 21     |
| Album New Zealand (RMNZ)                  | 47     |
| Album Thụy Điển (Sverigetopplistan)       | 32     |
| Album Thụy Sĩ (Schweizer Hitparade)       | 19     |
| Album Anh Quốc (OCC)                      | 38     |
| Hoa Kỳ Billboard 200                      | 13     |
| Hoa Kỳ Top R&B/Hip-Hop Albums (Billboard) | 3      |
| Album Toàn cầu (IFPI)                     | 7      |
| Bảng xếp hạng (2002)                      | Vị trí |
| Album Úc (ARIA)                           | 14     |
| Album Úc Urban (ARIA)                     | 3      |
| Album Áo (Ö3 Austria)                     | 44     |
| Album Bỉ (Ultratop Flanders)              | 38     |
| Album Bỉ (Ultratop Wallonia)              | 21     |
| Album Canada (Nielsen SoundScan)          | 41     |
| Album Canada R&B (Nielsen SoundScan)      | 8      |
| Album Hà Lan (Album Top 100)              | 21     |
| Album Châu Âu (Music & Media)             | 10     |
| Album Pháp (SNEP)                         | 45     |
| Album Đức (Offizielle Top 100)            | 37     |
| Album Ý (FIMI)                            | 50     |
| Album New Zealand (RMNZ)                  | 28     |
| Album Thụy Điển (Sverigetopplistan)       | 85     |
| Album Thụy Sĩ (Schweizer Hitparade)       | 28     |
| Album Anh Quốc (OCC)                      | 31     |
| Hoa Kỳ Billboard 200                      | 23     |
| Hoa Kỳ Top R&B/Hip-Hop Albums (Billboard) | 12     |
| Album Toàn cầu (IFPI)                     | 43     |
| Bảng xếp hạng (2003)                      | Vị trí |
| Album Úc Urban (ARIA)                     | 18     |
| Album Anh Quốc (OCC)                      | 153    |

| Bảng xếp hạng (2000–2009)                 | Vị trí |
| ----------------------------------------- | ------ |
| Hoa Kỳ Billboard 200                      | 32     |
| Hoa Kỳ Top R&B/Hip-Hop Albums (Billboard) | 12     |

| Bảng xếp hạng                   | Vị trí |
| ------------------------------- | ------ |
| Album Nghệ sĩ nữ Ireland (IRMA) | 47     |
| Hoa Kỳ Billboard 200            | 107    |
| Hoa Kỳ Billboard 200 (Nữ)       | 31     |

## Chứng nhận
| Quốc gia | Chứng nhận  | Số đơn vị/doanh số chứng nhận |
| --- | ----------- | ----------------------------- |
| Úc (ARIA) | 3× Bạch kim | 210.000‡                      |
| Áo (IFPI Áo) | Vàng        | 20.000*                       |
| Bỉ (BEA) | Vàng        | 25.000*                       |
| Canada (Music Canada) | 5× Bạch kim | 500.000^                      |
| Đan Mạch (IFPI Đan Mạch) | Bạch kim    | 50.000^                       |
| Pháp (SNEP) | Bạch kim    | 300.000*                      |
| Đức (BVMI) | Bạch kim    | 500.000^                      |
| Ý (FIMI) | Bạch kim    | 150,000                       |
| Nhật Bản (RIAJ) | Vàng        | 100.000^                      |
| Hà Lan (NVPI) | 2× Bạch kim | 160.000^                      |
| New Zealand (RMNZ) | Bạch kim    | 15.000^                       |
| Na Uy (IFPI) | Vàng        | 25.000*                       |
| Ba Lan (ZPAV) | Vàng        | 20.000*                       |
| Nam Phi (RISA) | Bạch kim    | 50.000*                       |
| Hàn Quốc (KMCA) | —           | 23,138                        |
| Tây Ban Nha (PROMUSICAE) | Bạch kim    | 100.000^                      |
| Thụy Điển (GLF) | Bạch kim    | 80.000^                       |
| Thụy Sĩ (IFPI) | 2× Bạch kim | 80.000^                       |
| Anh Quốc (BPI) | 3× Bạch kim | 1,144,603                     |
| Hoa Kỳ (RIAA) | 7× Bạch kim | 7.000.000‡                    |
| Tổng hợp |             |                               |
| Châu Âu (IFPI) | 3× Bạch kim | 3.000.000*                    |
| Toàn cầu | —           | 12,000,000                    |
| * Chứng nhận dựa theo doanh số tiêu thụ. ^ Chứng nhận dựa theo doanh số nhập hàng. ‡ Chứng nhận dựa theo doanh số tiêu thụ và phát trực tuyến. |             |                               |

## Lịch sử phát hành
| Khu vực        | Ngày              | Phiên bản                             | Định dạng                   | Hãng đĩa   | Ct.                     |
| -------------- | ----------------- | ------------------------------------- | --------------------------- | ---------- | ----------------------- |
| Hoa Kỳ         | 12 tháng 6, 2001  | Tiêu chuẩn                            | CD cassette                 | J          | [ 104 ] [ 105 ]         |
| Vương quốc Anh | 23 tháng 7, 2001  | Tiêu chuẩn                            | CD                          | RCA        | [ 99 ]                  |
| Úc             | 3 tháng 9, 2001   | Tiêu chuẩn                            | CD                          | BMG        | [ 106 ]                 |
| Đức            | 3 tháng 9, 2001   | Tiêu chuẩn                            | CD                          | BMG        | [ 107 ]                 |
| Nhật Bản       | 3 tháng 10, 2001  | Tiêu chuẩn                            | CD                          | BMG        | [ 3 ]                   |
| Nhật Bản       | 27 tháng 2, 2002  | Tái bản                               | CD                          | BMG        | [ 4 ]                   |
| Vương quốc Anh | 11 tháng 3, 2002  | Đặc biệt                              | CD kép                      | RCA        | [ 5 ]                   |
| Đức            | 28 tháng 10, 2002 | Songs in A Minor: Remixed & Unplugged | CD kép                      | BMG        | [ 108 ]                 |
| Vương quốc Anh | 2 tháng 12, 2002  | Đặc biệt                              | Đĩa than                    | RCA        | [ 109 ]                 |
| Nhật Bản       | 26 tháng 2, 2003  | Remixed & Unplugged in A Minor        | CD                          | BMG        | [ 110 ]                 |
| Hoa Kỳ         | 9 tháng 12, 2003  | Tiêu chuẩn                            | DVD-Audio                   | J          | [ 6 ]                   |
| Đức            | 24 tháng 6, 2011  | Kỷ niệm 10 năm (cao cấp)              | Tải nhạc số CD kép          | Sony Music | [ 111 ]                 |
| Đức            | 24 tháng 6, 2011  | Kỷ niệm 10 năm (sưu tập)              | Tải nhạc số CD kép+ DVD     | Sony Music | [ 112 ]                 |
| Vương quốc Anh | 27 tháng 6, 2011  | Kỷ niệm 10 năm (cao cấp)              | Tải nhạc số CD kép          | RCA        | [ 113 ] [ 114 ]         |
| Vương quốc Anh | 27 tháng 6, 2011  | Kỷ niệm 10 năm (sưu tập)              | Tải nhạc số CD kép+DVD      | RCA        | [ 115 ]                 |
| Hoa Kỳ         | 28 tháng 6, 2011  | Kỷ niệm 10 năm (cao cấp)              | Tải nhạc số CD kép đĩa than | J Legacy   | [ 116 ] [ 117 ] [ 118 ] |
| Hoa Kỳ         | 28 tháng 6, 2011  | Kỷ niệm 10 năm (sưu tập)              | Tải nhạc số CD kép+DVD      | J Legacy   | [ 119 ] [ 120 ]         |
| Nhật Bản       | 3 tháng 7, 2011   | Kỷ niệm 10 năm (cao cấp)              | Tải nhạc số CD kép          | Sony Music | [ 121 ]                 |
| Nhật Bản       | 3 tháng 7, 2011   | Kỷ niệm 10 năm (sưu tập)              | Tải nhạc số CD kép+DVD      | Sony Music | [ 122 ]                 |
| Vương quốc Anh | 19 tháng 9, 2011  | Tiêu chuẩn                            | Đĩa than                    | RCA        | [ 123 ]                 |
| Nhiều          | 4 tháng 6, 2021   | Kỷ niệm 20 năm                        | Tải nhạc số streaming       | Legacy RCA | [ 7 ]                   |
| Nhiều          | 3 tháng 12, 2021  | Kỷ niệm 20 năm                        | Đĩa than                    | Legacy RCA | [ 124 ]                 |